# ريبافيرين
ريبافيرين (بالإنجليزية: Ribavirin)‏ هو عقار مضاد للفيروسات يوصف لحالات الإصابة الشديدة بالفيروس المخلوي التنفسي والتهاب الكبد الفيروسي ج (تستخدم جنبا إلى جنب مع باجانترفيرون ألفا 2ب أو باجانترفيرون ألفا 2أ) وإصابات فيروسية أخرى.
- باجانترفيرون ألفا 2ب = Peginterferon alfa-2b
- باجانترفيرون ألفا 2أ = Peginterferon alfa-2a